# Động đất nội mảng

Sự phân bố địa chấn gắn liền với vùng địa chấn Madrid (năm 1974). Vùng có nhiều hoạt động địa chấn này nằm sâu trong mảng Bắc Mỹ.

Một trận động đất nội mảng xảy ra bên trong một mảng kiến tạo.
Động đất nội mảng rất hiếm. Trong khi đó, động đất xảy ra giữa hai mảng rất phổ biến. Tuy nhiên, động đất nội mảng rất lớn có thể gây thiệt hại nặng nề, đặc biệt là vì những khu vực đó đều không quen với việc xảy ra động đất và các tòa nhà thường không được trang bị thêm để kháng chấn. Ví dụ về các trận động đất nội mảng có sức tàn phá lớn là động đất Gujarat năm 2001, the Động đất Indonesia 2012, động đất New Madrid 1811-1812 ở New Madrid, Missouri, và  động đất sông La Plata 1888 ở Sông La Plata.

## Vùng đứt gãy bên trong mảng kiến tạo
Bề mặt trái đất bao gồm bảy mảng kiến tạo chính, tám mảng kiến tạo nhỏ cộng với hàng tá mảng siêu nhỏ. Các mảng lớn di chuyển rất chậm, do các dòng đối lưu bên trong lớp vỏ bên dưới lớp manti. Bởi vì chúng không di chuyển theo cùng một hướng, các mảng thường trực tiếp va chạm hoặc cùng di chuyển sang ngang, một môi trường kiến tạo mà làm cho những trận động đất xảy ra thường xuyên. Tương đối ít động đất xảy ra trong môi trường nội mảng; hầu hết xảy ra trên đứt gãy gần lề mảng. Theo định nghĩa, động đất nội mảng không xảy ra các ranh giới mảng, nhưng dọc theo đứt gãy bên trong các mảng mà bình thường khá ổn định. Những trận động đất kiểu thường xảy ra tại vị trí của những đới tách giãn không hoàn chỉnh cổ, bởi vì cấu trúc cũ như vậy có thể tạo ra một điểm yếu trong lớp vỏ, nơi nó có thể dễ dàng trượt để tạo ra biến đổi kiến tạo khu vực.
So với những trận động đất gần ranh giới mảng, động đất nội mảng chưa được hiểu rõ, và các mối nguy hiểm liên quan đến chúng có thể khó khăn để định lượng.

## Ví dụ

### Động đất Gujarat 2001
Năm 2001, một trận động đất nội mảng lớn tàn phá vùng Gujarat, Ấn Độ. Trận động đất xảy ra cách xa tất cả các ranh giới mảng, có nghĩa là khu vực phía trên tâm chấn đã không có sự chuẩn bị trước cho những trận động đất. Đặc biệt, huyện Kutch bị thiệt hại rất lớn, nơi mà số người chết là hơn 12.000. Tổng số người chết cả nước là hơn 20.000 với 1.000.000 nhà bị phá huỷ tại 450 ngôi làng.

### Động đất New Madrid năm 1811/1812
Một số các trận động đất nội mảng tích tụ lại ở New Madrid, đã xảy ra tại vùng đứt gãy New Madrid nơi mà bây giờ thuộc Missouri, Hoa Kỳ, trong năm 1811 và 1812. Những trận động đất này có độ lớn trên 8 độ và có phạm vi lên đến hàng trăm dặm. Các trận động đất này đã thay đổi dòng chảy sông Mississippi.

### Các trận động đất khác
Ví dụ về các trận động đất khác bao gồm động đất Mineral, Virginia 2011 (ước tính độ lớn 5.8), động đất Boston (Cape Ann) 1755 (ước tính độ lớn 6,0-6,3), động đất ở thành phố New York năm 1737 và 1884 (cả hai trận động đất ước tính vào khoảng 5,5 độ richter), và trận động đất Charleston 1886 ở Nam Carolina (ước tính độ lớn 6,5-7,3). Trận động đất Charleston là đặc biệt đáng ngạc nhiên bởi vì, không giống như Boston và New York, khu vực này trong lịch tử gần như không có đến một trận động đất nhỏ. Một ví dụ khác là động đất sông La Plata 1888.

## Nguyên nhân
Nhiều thành phố sống trong mối đe doạ của loại động đất hiến nhưng lớn này. Nguyên nhân của các trận động đất thường không chắc chắn. Trong nhiều trường hợp, các đứt gãy được tạo ra được trôn sâu dưới lòng đất, và thậm chí không thể tìm thấy được. Trong những trường hợp này rất khó để tính toán hiểm hoạ địa chấn chính xác cho một thành phố nào, đặc biệt là nếu chỉ có một trận động đất trong thời gian dài. Một số tiến triển đang được thực hiện trong sự hiểu biết về cơ chế tạo ra loại động đất này

## Dự đoán
Các nhà khoa học tiếp tục nghiên cứu những nguyên nhân của các trận động đất này, và đặc biệt là đối với một số dấu hiệu cho thấy tần suất tái phát. Sự thành công lớn nhất đã đến với phương pháp quan sát vi địa chấn chi tiết, liên quan đến việc sắp đặc dày đặc các địa chấn kế. Theo cách này, động đất rất nhỏ dẫn đến đứt gãy có thể được định vị với độ chính xác rất cao, và trong hầu hết các trường hợp, những đường lên trong các mô hình phù hợp với đứt gãy. Cryoseisms đôi khi có thể bị nhầm lẫn với động đất intraplate.